# Nuala Ní Dhomhnaill

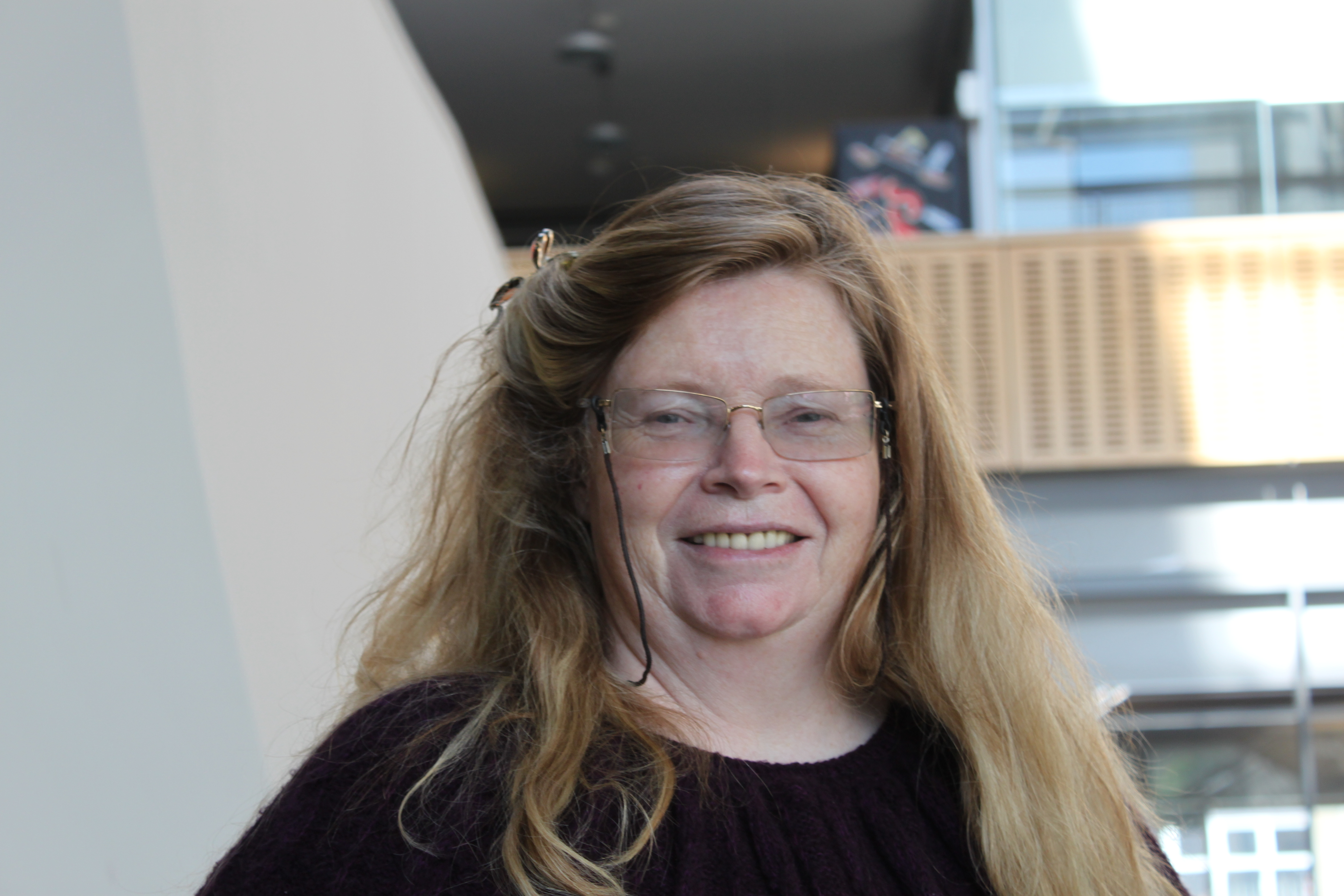
Nuala Ní Dhomhnaill

Nuala Ní Dhomhnaill (* 1952 in Lancashire, England) ist eine irische Dichterin.

## Leben und Werk
Sie wurde in England als Kind irischstämmiger Eltern geboren. Nach deren Rückkehr nach Irland 1957 verbrachte sie den größten Teil ihrer Kindheit im irischsprachigen Teil des irischen Südwestens. Nach ihrem Universitätsabschluss am University College Cork im Jahr 1972, wo sie Irisch und Englisch studiert hatte, heiratete sie gegen den Willen ihrer Eltern den Türken Dogan Leflef und verbrachte die nächsten sieben Jahre im Ausland.
Kurz nach ihrer Rückkehr nach Irland im Jahr 1980 veröffentlichte sie ihre erste Gedichtsammlung (An Dealg Droighin). Mittlerweile hat sie neben weiteren Gedichtsammlungen auch Theaterstücke für Kinder und Essays veröffentlicht. 
Ihr Werk ist in viele Sprachen übersetzt worden, u. a. von Seamus Heaney ins Englische. Selbst spricht sie fließend Irisch, Englisch, Deutsch, Türkisch, Französisch und Niederländisch.
Zurzeit wohnt sie zusammen mit ihrem Mann und vier Kindern in der Umgebung von Dublin.

## Auszeichnungen
- 2018: Zbigniew-Herbert-Literaturpreis[1]